# Selección de fútbol playa de Mauritania
La Selección de fútbol playa de Mauritania es el equipo que representa al país en las competiciones de fútbol playa y es controlado por la Federación de Fútbol de la República Islámica de Mauritania.

## Historia
La selección fue creada en 2010, pero por problemas con infraestructura fue hasta los años 2020 que inició a competir. Su primera aparición en una competición oficial fue en la Copa Árabe de Fútbol Playa 2023 en Egipto donde alcanzó los cuartos de final donde perdió ante el anfitrión por 3-8.
En 2024 logró clasificar a la Copa Africana de Naciones de Fútbol Playa por primera vez luego de eliminar a Nigeria por la regla del gol de visitante. En el torneo enfrentó en la fase de grupos al campeón defensor Senegal con quien perdió 2-5, luego perdió en penales ante Mozambique luego de empatar 3–3 en tiempo extra, en el último partido de la fase de grupos venció a Malaui por 11–6, y logró clasificar a las semifinales. En semifinales venció a Marruecos por 7–4, logrando la clasificación a la final y a la Copa Mundial de Fútbol Playa FIFA 2025, su primer torneo mundial. En la final volvieron a enfrentar a Senegal, con quien perdieron 1−6.

## Participaciones

### FIFA Beach Soccer World Cup
| Año            | Ronda          | Posición     | J            | G            | E*           | P            | GF           | GC           |
| -------------- | -------------- | ------------ | ------------ | ------------ | ------------ | ------------ | ------------ | ------------ |
| De 2005 a 2021 | No existía     | No existía   | No existía   | No existía   | No existía   | No existía   | No existía   | No existía   |
| 2024           | No participó   | No participó | No participó | No participó | No participó | No participó | No participó | No participó |
| 2025           | Fase de grupos | 14°          | 3            | 0            | 0            | 3            | 13           | 22           |
| Total          | Fase de grupos | 1/1          | 3            | 0            | 0            | 3            | 13           | 22           |

### Copa Africana de Naciones
| Año            | Ronda        | Posición     | J            | G            | E*           | P            | GF           | GC           |
| -------------- | ------------ | ------------ | ------------ | ------------ | ------------ | ------------ | ------------ | ------------ |
| De 2006 a 2021 | No existía   | No existía   | No existía   | No existía   | No existía   | No existía   | No existía   | No existía   |
| 2022           | No participó | No participó | No participó | No participó | No participó | No participó | No participó | No participó |
| 2024           | Subcampeón   | 2°           | 5            | 3            | 0            | 2            | 27           | 21           |
| Total          | Subcampeón   | 1/1          | 5            | 3            | 0            | 2            | 27           | 21           |

### Copa Árabe
| Año            | Ronda            | Posición     | J            | G            | E*           | P            | GF           | GC           |
| -------------- | ---------------- | ------------ | ------------ | ------------ | ------------ | ------------ | ------------ | ------------ |
| De 2008 a 2014 | No participó     | No participó | No participó | No participó | No participó | No participó | No participó | No participó |
| 2023           | Cuartos de final | –            | 4            | 2            | 0            | 2            | 15           | 22           |
| Total          | Cuartos de final | 1/1          | 4            | 2            | 0            | 2            | 15           | 22           |